# Dieter Dierks
Dieter Dierks (Stommeln, 9 de fevereiro de 1943) é um produtor musical alemão mais conhecido por sua colaboração com a banda alemã Scorpions.